# Vanessa carye
Vanessa carye ist ein südamerikanischer Schmetterling (Tagfalter) der Gattung Vanessa aus der Familie der Edelfalter (Nymphalidae). In Mittel- und Nordamerika wird er durch die Schwesterart und den Vikariant Vanessa annabella ersetzt.

## Merkmale

### Falter
Die Falter sehen dem Distelfalter sehr ähnlich. Die Spitzen der Vorderflügel sind aber abgewinkelt, schwarz gefärbt und tragen mehrere große und kleine orange statt weiße Flecken. Nur direkt am Apex sind ein paar kleine weiße Flecken. Das Wurzelfeld und die innere Flügelhälfte weist eine orange und schwarz gefleckte Zeichnung auf. Der Flügelansatz ist gelbbraun gefärbt. Die Hinterflügel sind am Ansatz ebenfalls gelbbraun und weisen ein ausgedehntes, der Zeichnung der Vorderflügeln ähnelndes Muster auf, dessen schwarze Flecken aber nur am Flügelaußenrand kräftig gefärbt sind, die anderen Flecken sind blass. In der Postdiskalregion sind fünf etwa gleich große, meist blau gekernte, schwarze Flecken. Die Unterseite der Hinterflügel ist weiß und in verschiedenen Brauntönen marmoriert und trägt am Außenrand fünf unterschiedlich große Augenflecke. Die Unterseite der Vorderflügel ist wie die Oberseite gefärbt, aber deutlich blasser. Am Vorderrand sind daneben zwei größere helle Flecken sichtbar. Das Schwarz der Flügelspitzen ist zum Teil mit Brauntönen vermischt und zur Flügelbasis hin kann das Orange in Richtung rot gefärbt sein.

#### Aberrationelymi
Die Falter haben in ihrem großen Verbreitungsgebiet ein einheitliches Erscheinungsbild. Es ist nur eine seltene Aberration elymi bekannt, die auch bei anderen Arten der Gattung Vanessa vorkommt. Bei dieser fehlt die diskale Flügelzeichnung, die subapikalen dunklen Elemente verschmelzen und sie zeigt eine Reihe mit weißen, submarginalen Flecken. Diese Aberration wird wahrscheinlich durch Kälte wären der Puppenphase ausgelöst. Sie wurde als Pyrameis caryae ab. bruchi Köhler, 1945 und Pyrameis caryoides Giacomelli, 1922 beschrieben.

### Präimaginalstadien
Die Raupe ist schwärzlich mit kleinen hellen Dornen und Punkten.

### Ähnliche Arten
- Vanessa annabella: bei Vanessa annabella sind ein gelbbrauner Strich direkt nach der Zelle auf der Vorderflügeloberseite und der marginale Strich auf der Unterseite etwas kleiner. Der Strich unter der Ader Cu2 auf der Vorderflügeloberseite ist sehr klein oder fehlt, der bei V. carye sehr gut ausgeprägt ist. Ein weißer Fleck in der Mitte der Hinterflügelunterseite am Ende der Zelle hat die Form einer Sanduhr statt eines Dreiecks.
- Amerikanischer Distelfalter (Vanessa virginiensis): von den vier dunklen Flecken in der Submarginalregion der Hinterflügel sind die beiden äußeren deutlich größer als die beiden inneren und meist blau gekernt.
- Distelfalter (Vanessa cardui): die Grundfarbe der Flügel ist gelbbraun, der große, helle costale Fleck am Apex ist weiß und die dunklen Flecken in der Submarginalregion der Hinterflügel sind nur selten blau gekernt.[4]

## Geographische Verbreitung und Lebensraum
Vanessa carye kommt in Südamerika von den Bergen Kolumbiens und westlich von Caracas (Venezuela) über Ecuador, Peru, Bolivien Chile, das südliche Brasilien und Paraguay bis Patagonien in Argentinien und auf der Osterinsel, dem Tuamotu-Archipel, den Juan-Fernández-Inseln und auf den Mangarevainseln vor. Sie ist damit allopatrisch zu ihrem Vikariant Vanessa annabella verbreitet, der nördlich ab Guatemala vorkommt.
In gemäßigten Regionen lebt Vanessa carye auch im Tiefland, sonst im Bergland. Sie ist weit verbreitet auf Feldern in Argentinien und in Patagonien ist Vanessa carye oft die einzige häufige Art.
Vanessa carye lebt in sehr vielen verschiedenen Lebensräumen mit offenem und sonnigem Gelände und einer Krautschicht wie sie auf Wiesen, in Steppen, Buschland, Savannen, trockenen Bergtäler und entlang von Flüssen und Bächen und auf landwirtschaftliche Brachflächen vorkommt. In Chile kommt Vanessa carye von der Küste bis auf 5000 Meter Höhe in vielen verschiedenen Lebensräumen vor, wie etwa Wüsten an der Küste, Bergwäldern und Ödland.

## Lebensweise
In Paraguay fliegt Vanessa carye von Juni bis September während des Winters auf der Südhalbkugel. Massen- und Wanderflüge sind aus Argentinien und Chile bekannt. Das Paarungsverhalten ist identisch mit dem des Admirals (Vanessa atalanta).
Die Raupen fressen an einer Vielzahl von Pflanzen, hauptsächlich aus den Familien der Korbblütler (Asteraceae) und Malvengewächse (Malvaceae).
- Korbblütler (Asteraceae)
  - Allionia glauca
  - Cynara cardunculus
  - Gallardia megapotamica
  - Gallardia scabiosoides
  - Sonnenblume (Helianthus annuus)
- Malvengewächse
  - Abutilium ceratocarpum
  - Abutilium urtifolium
  - Gewöhnliche Stockrose (Althaea rosea)
  - Gossypium hirsutum
  - Baumförmige Strauchpappel (Lavatera arborea)
  - Bechermalve (Lavatera trimestris)
  - Malva grandifolia
  - Malva nicasio
  - Malva parviflora
  - Malvastrum-Arten
  - Pavonea spinifex und andere Pavonea-Arten
  - Sphaeralcea bonariensis
  - Sphaeralcea obtusilaba
- Brennnesselgewächse (Urticaceae)
  - Urtica ureas
- Storchschnabelgewächse (Geraniaceae)
  - Pelargonium zonale
  - Efeu-Pelargonie (Pelargonium peltatum)

Manchmal kommt es zu Massenvermehrungen, bei denen sich die dann sehr zahlreichen Raupen kannibalisieren.

## Systematik
Die Art, die 1812 von Jacob Hübner als Hamadryas carye ohne Angabe einer Typuslokalität erstbeschrieben wurde, umfasst die heutigen V. annabella und V. carye. William Dewitt Field untersuchte in den 1950er Jahren Falter von verschiedenen Fundorten in Nord- und Südamerika und fand geringe Unterschiede in der Zeichnung und den Genitalien. Er konnte anhand einer Abbildung von Hübner feststellen, dass dieser einen Falter aus Südamerika beschrieben hatte und 1971 veröffentlichte Field eine Arbeit, in der er die vorher als Unterart betrachtete nordamerikanische Population als neue Art Cynthia annabella beschrieb. Die Artstatus war anfangs durchaus umstritten, konnte aber auch durch genetische Untersuchungen bestätigt werden.

### Synonyme
- Hamadryas decora carye Hübner, [1812]
- Vanesa charie Blanchard, en Gay, 1852
- Pyrameis carye Godman & Salvin, [1882]
- Pyrameis carye var. muelleri Letcher, 1898
- Vanessa caryae Holland, 1898
- Pyrameis caryae Williams, 1911
- Pyrameis caryoides Giacomelli, 1922
- Pyrameis carye forma minuscula Hayward, 1931
- Vanessa carye Hayward, 1934
- Pyrameis caryae ab. bruchi Köhler, 1945
- Vanessa carye Hayward, 1934
- Pyrameis caryae ab. bruchi Köhler, 1945
- Vanessa carye Hayward, 1950

## Belege